# فرنسيسكو هيريرا ليون
فرنسيسكو هيريرا ليون (بالإسبانية: Francisco Herrera León)‏ هو سياسي مكسيكي، ولد في 16 سبتمبر 1966 في المكسيك. حزبياً، نشط في الحزب الثوري المؤسساتي. وقد انتخب عضو مجلس الشيوخ من المكسيك وانتخب عضو مجلس النواب المكسيك.